# سه‌گانه صعود
سری سه‌گانه صعود مجموعه‌ای از رمان‌های فانتزی کودک و نوجوانان نوشته جنیفر ای. نیلسن است.

## پیشینه
یتیمی به نام سیج ربوده می‌شود و برای تقلید از شخصیت شاهزاده جارون، شاهزاده مفقود شده کارتیا آموزش می‌بیند. درحالی که خودش شاهزاده جارون گمشده است. پس از آنکه جارون به تخت سلطنت نشست، وی باید کارتیا را از طریق جنگی ویرانگر با چندین کشور همسایه را هدایت کند.

## شاهزاده دروغین
اولین کتاب از این مجموعه، شاهزاده دروغین، اولین بار در تاریخ ۱ آوریل ۲۰۱۲ منتشر شد.  این کتاب فروش خوبی داشت و نسخه چاپی آن شاهزاده دروغین را در لیست پرفروش‌ترین کتاب‌های نیویورک تایمز قرار داد در ماه مه ۲۰۱۳. کتاب دوم، پادشاه فراری، در تاریخ ۱ مارس ۲۰۱۳ منتشر شد  و کتاب سوم، سلطنت پنهان، در ۲۵ فوریه ۲۰۱۴ به بازار نشر راه یافت.  در دسامبر سال ۲۰۱۹، چهارمین کتاب از این مجموعه در اکتبر سال ۲۰۲۰ با عنوان اسیر پادشاهی منتشر شد و نیلسن تأیید کرد که وی پنجمین کتاب این مجموعه را نیز خواهد نوشت. اسیر پادشاهی در اکتبر سال ۲۰۲۰ منتشر شد. در پشت کتاب، بخشی از آن عنوان پنجمین رمان «قلعه متلاشی» را تأیید کرد.